# Дорожные Терси
Дорожные Терси — река в России, протекает в Пермском крае. Устье реки находится в 156 км по левому берегу реки Барда. Длина реки составляет 20 км.
Левые притоки: Верхняя Талка, Нижняя Талка, Поклевка. Справа в 2 км от устья впадает река Тимины Терси.

## Данные водного реестра
По данным государственного водного реестра России относится к Камскому бассейновому округу, водохозяйственный участок реки — Сылва от истока и до устья, речной подбассейн реки — Кама до Куйбышевского водохранилища (без бассейнов рек Белой и Вятки). Речной бассейн реки — Кама.
Код объекта в государственном водном реестре — 10010100812111100012821.